# 오와바군

돌니실롱스크주 지도에 표시된 오와바군의 위치

오와바군(폴란드어: powiat oławski)은 폴란드 돌니실롱스크주에 위치한 군으로 군청 소재지는 오와바이며 면적은 523.73km2, 인구는 76,723명(2019년 6월 30일 기준), 인구 밀도는 150명/km2이다.
북쪽으로는 올레시니차군, 동쪽으로는 오폴레주 나미수프군, 브제크군, 남서쪽으로는 스트셸린군, 북서쪽으로는 브로츠와프군과 접한다. 4개 지방 자치체(1개 도시, 1개 도시형 농촌, 2개 농촌)를 관할한다.

군기
군 문장